# Ligusticum lucidum
El turbit de los Pirineos (Ligusticum lucidum) es una especie de planta fanerógama perteneciente a la familia Apiaceae.

## Descripción
Es una hierba perenne, glabra. Cepa con abundantes restos fibrosos. Tallos de hasta de 150 cm de altura, sólidos, profundamente asurcados, divididos, con las ramas de la parte superior frecuentemente en verticilos, acompañados de hojas axilantes. Hojas basales de hasta de 50 cm –las superiores más pequeñas–, de contorno de triangular a obovado, 3-4 pinnatisectas, divisiones de último orden (lóbulos) 1-15 × 1- 3(5) mm, de lineares a ovados, acuminados o mucronados. Las inflorescencias en umbelas con 10- 40(50) radios, desiguales, asurcados. Brácteas generalmente inexistentes. Bractéolas 5-8, cuya longitud es 1/2-3/4 la de los radios, estrechamente lineares, acuminadas, con margen escarioso estrecho. Estilo 1-2 mm, en la fructificación, sobre un estilopodio cónico. Frutos 4-6 mm, elipsoideos; con las 5 costillas primarias claramente aladas.

## Distribución y hábitat
Se encuentra en pastos nitrificados de montaña, pastos de zonas pedregosas, cunetas y claros de bosque y matorrales; a una altitud de (250)500-2000 metros en las montañas del Sur de Europa: España (incluyendo las Baleares), Francia, Italia, Suiza y los Balcanes. Disperso por buena parte de la península ibérica y Baleares.

## Taxonomía
Ligusticum lucidum fue descrita por   Philip Miller y publicado en Gard. Dict., ed. 8. n. 4. 1768
Etimología
Ligusticum: nombre genérico que se cree que deriva de la región italiana de Liguria.
lucidum: epíteto latíno que significa "brillante, claro".
Sinonimia
- Cnidium cuneifolium(Guss.) Griseb.
- Cnidium pyrenaeum (Gouan) Spreng.
- Coristospermum lucidum (Mill.) Reduron, Charpin & Pimenov	[6]